# Bronn (Weikersheim)
Bronn (auch Brunnen) ist ein Wohnplatz auf der Gemarkung des Weikersheimer Stadtteils Honsbronn im Main-Tauber-Kreis im fränkisch geprägten Nordosten Baden-Württembergs.

## Geographie
Bronn liegt etwa fünf Kilometer südlich von Weikersheim und etwa zwei Kilometer südwestlich von Honsbronn.

## Geschichte

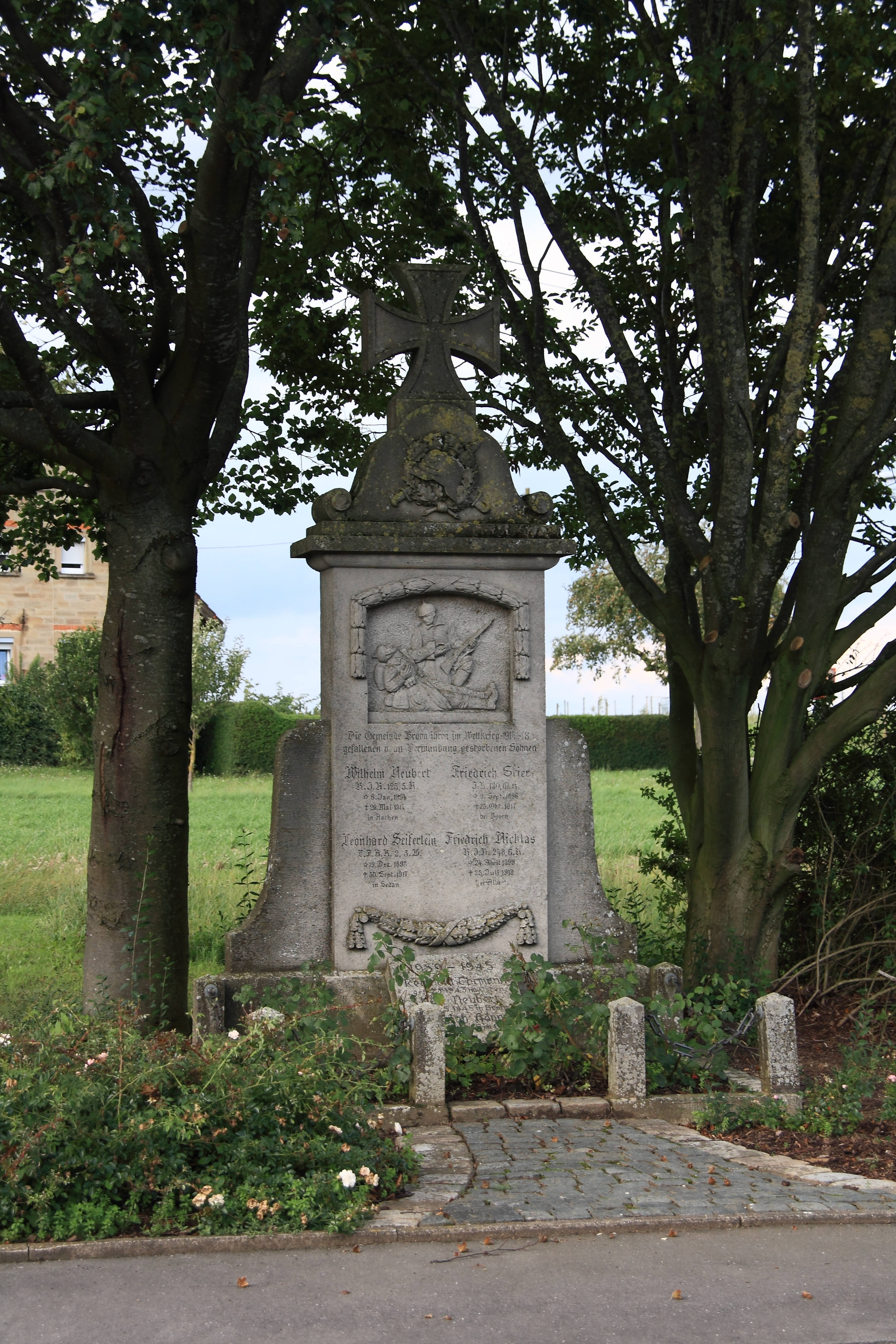
Kriegerdenkmal in Bronn bei Weikersheim

Der Ort wurde möglicherweise im Jahre 1103 als Brunnen, das heißt als einer der Brunn-Orte des Taubergaus, erwähnt. Im Mittelalter wechselten die Herrschaften. Von 1460 bis 1670 wird Bronn als „öd bezeichnet“ und 1689 wieder aufgebaut. Dabei behielt der alte Siedlungsplatz den Flurnamen Altbronn. Zwischen 1823 und 1828 wechselte Bronn von der Gemeinde Elpersheim zu Honsbronn.

## Kultur
Bronn ist bekannt durch eine Grillhütte am Waldrand, einen Heimatfreundeverein und die Bronner Feldtage mit etwa 400 Besuchern pro Jahr.

## Verkehr
Der Ort ist über die K 2853 und die K 2857 zu erreichen. Im Ort befindet sich die gleichnamige Straße Bronn.